# Barry Domvile
Barry Edward Domvile (1878-1971), est un officier supérieur de la Royal Navy qui devient avant la Seconde Guerre mondiale un sympathisant de l'Allemagne nazie.

## Biographie
Domvile est le fils de l'amiral Compton Domvile et s'engage lui aussi dans la Royal Navy. Avant la Première Guerre mondiale, il est l'assistant du Committee of Imperial Defence, et durant la guerre il commande des destroyers et croiseurs au sein de la Harwich Force. Après la guerre, il devient chef de l'état-major auprès du commandant en chef avant de devenir en 1925 l'officier commandant le navire HMS Royal Sovereign.

## Thèses
Dans les années 1940 et 1950, Domvile est l'auteur d'une théorie du complot sur une organisation désignée par le vocable Judmas, une combinaison judéo-maçonnique qui eut d'après lui une influence désastreuse sur l'histoire mondiale.

## Publications
- By and Large, pub Hutchinson, 1936 autobiographie
- From Admiral to Cabin Boy (1947;  (ISBN 0-895-62099-5)
- Look to Your Moat (histoire de la marine britannique et de la marine marchande)
- The Great Taboo: Freemasonry
- Straight from the Jew's Mouth
- Truth about Anti-Semitism